# Eleições estaduais em Alagoas em 1958
As eleições estaduais em Alagoas em 1958 aconteceram em 3 de outubro como parte das eleições gerais no Distrito Federal, em 20 estados e nos territórios federais do Acre, Amapá, Rondônia e Roraima. Foram eleitos o senador Silvestre Péricles, além de nove deputados federais e trinta e cinco deputados estaduais.
Impossibilitados, por questões de calendário, de escolher o governador de seu estado, os alagoanos concentraram suas atenções na eleição para senador cuja disputa foi polarizada entre nomes sobejamente conhecidos: Silvestre Péricles e Arnon de Melo. Eleitos para o governo estadual nos primeiros anos após o Estado Novo, eles trilharam caminhos diversos em relação à figura de Getúlio Vargas, afinal enquanto o primeiro o apoiava, o segundo figurava entre os opositores do antigo regime. Enquanto os Góis Monteiro alternavam-se no comando da política estadual, o advogado Arnon de Melo seguia carreira jornalística no Rio de Janeiro adquirindo know-how para implementar a Gazeta de Alagoas, todavia o eleitorado escolheu seu adversário como senador, mesmo às custas de uma disputa acirrada.
Quanto ao novo senador, este é advogado pela Universidade Federal de Pernambuco e contabilista pela Academia de Comércio de Porto Alegre. Auditor de guerra nas cidades gaúchas de Erechim, Porto Alegre e São Gabriel, ao voltar para Alagoas foi redator do Diário Oficial e delegado de polícia em Maceió. Vencido na eleição indireta para governador em 1935, seria nomeado posteriormente ministro do Tribunal de Contas da União. Nascido em São Luís do Quitunde, Silvestre Péricles ingressou no PSD e foi eleito, sucessivamente, deputado federal em 1945 e governador de Alagoas em 1947. Voltou à política no PSP em 1954, quando foi derrotado ao candidatar-se a senador, mandato que conquistaria em 1958 pelo PST.

## Resultado da eleição para senador
Conforme o Tribunal Superior Eleitoral foram apurados 110.914 votos nominais.
| Candidatos a senador da República | Primeiro suplente de senador | Número | Coligação           | Votação | Percentual |
| --------------------------------- | ---------------------------- | ------ | ------------------- | ------- | ---------- |
| Silvestre Péricles PST            | Nelson Tenório PST           | 522    | PST (sem coligação) | 51.816  | 46,72%     |
| Arnon de Melo UDN                 | Teotônio Vilela UDN          | 222    | UDN (sem coligação) | 50.164  | 45,23%     |
| Ezequias Rocha PR                 | Edson de Carvalho PDC        | 200    | PR, PDC             | 5.623   | 5,07%      |
| Guedes de Miranda PSD             | Ortiz Monteiro PSD           | 411    | PSD, PTB, PRP       | 3.311   | 2,98%      |

## Deputados federais eleitos
São relacionados os candidatos eleitos com informações complementares da Câmara dos Deputados.

Representação eleita
  PSP: 2
  PTB: 2
  PSD: 2
  UDN: 2
  PSB: 1

| Deputados federais eleitos | Partido | Votação | Percentual | Cidade onde nasceu  | Unidade federativa |
| Abraão Moura               | PSP     | 11.782  | 10,62%     | Atalaia             | Alagoas            |
| Aurélio Viana              | PSB     | 9.115   | 8,21%      | Maceió              | Alagoas            |
| Ary Pitombo                | PTB     | 9.089   | 8,19%      | Neópolis            | Sergipe            |
| Medeiros Neto              | PSD     | 7.810   | 7,04%      | Traipu              | Alagoas            |
| Sousa Leão                 | PSP     | 6.970   | 6,28%      | Recife              | Pernambuco         |
| Carlos Gomes de Barros     | UDN     | 6.772   | 6,10%      | Passo de Camaragibe | Alagoas            |
| Segismundo Andrade         | UDN     | 6.709   | 6,04%      | Pão de Açúcar       | Alagoas            |
| Aloysio Nonô               | PTB     | 5.919   | 5,33%      | Atalaia             | Alagoas            |
| Luís Cavalcanti            | PSD     | 5.262   | 4,74%      | Rio Largo           | Alagoas            |

## Deputados estaduais eleitos
Estavam em jogo as 35 cadeiras da Assembleia Legislativa de Alagoas.

Representação eleita
  PSP: 15
  UDN: 8
  PSD: 3
  PST: 3
  PDC: 2
  PL: 2
  PTB: 1
  PR: 1

| Deputados estaduais eleitos        | Partido | Votação | Percentual | Cidade onde nasceu   | Unidade federativa |
| Oséas Cardoso                      | UDN     | 3.806   | 3,43%      | Viçosa               | Alagoas            |
| Claudenor de Albuquerque Lima      | PSP     | 3.227   | 2,90%      | Arapiraca            | Alagoas            |
| Adeildo Nepomuceno Marques         | PSP     | 2.996   | 2,70%      | Olivença             | Alagoas            |
| José Pereira Lúcio                 | UDN     | 2.515   | 2,26%      | Arapiraca            | Alagoas            |
| Luiz Gonzaga Moreira Coutinho      | PSP     | 2.267   | 2,04%      | Delmiro Gouveia      | Alagoas            |
| Rubens de Mendonça Canuto          | PSP     | 2.226   | 2,00%      | Mata Grande          | Alagoas            |
| Lamenha Filho                      | PSD     | 1.994   | 1,79%      | São Luís do Quitunde | Alagoas            |
| Cleto Marques Luz                  | PSP     | 1.956   | 1,76%      | Maceió               | Alagoas            |
| Antônio Gomes de Barros            | UDN     | 1.892   | 1,70%      | Novo Lino            | Alagoas            |
| Elísio da Silva Maia               | PSP     | 1.883   | 1,69%      | Campo Alegre         | Alagoas            |
| Luiz Gonzaga Mendes de Barros      | PSP     | 1.883   | 1,69%      | Maceió               | Alagoas            |
| Ulisses Vitorino Botelho           | PSP     | 1.836   | 1,65%      | Arapiraca            | Alagoas            |
| Pedro Timóteo Filho                | PSP     | 1.806   | 1,62%      | Piranhas             | Alagoas            |
| Armando Moreira Soares             | PSP     | 1.772   | 1,59%      | Maceió               | Alagoas            |
| Antônio Guedes Amaral              | PSP     | 1.750   | 1,57%      | Major Izidoro        | Alagoas            |
| João Cabral Toledo                 | PSD     | 1.727   | 1,55%      | Maceió               | Alagoas            |
| Luiz Augusto da Rocha Tenório      | PSP     | 1.668   | 1,50%      | Pilar                | Alagoas            |
| Remi Tenório Maia                  | PL      | 1.625   | 1,46%      | Santana do Ipanema   | Alagoas            |
| Jorge Buarque Quintella Cavalcanti | UDN     | 1.618   | 1,45%      | Maceió               | Alagoas            |
| Eliseu Teixeira Cavalcante         | PSD     | 1.601   | 1,44%      | Murici               | Alagoas            |
| Antônio Machado Lôbo               | UDN     | 1.577   | 1,42%      | Palmeira dos Índios  | Alagoas            |
| José Bezerra                       | PSP     | 1.577   | 1,42%      | Limoeiro de Anadia   | Alagoas            |
| Mário da Costa Guimarães           | UDN     | 1.538   | 1,38%      | São Paulo            | São Paulo          |
| Hermann Elson de Almeida           | PDC     | 1.530   | 1,37%      | Maceió               | Alagoas            |
| José Lobo Ferreira                 | PR      | 1.516   | 1,36%      | Maceió               | Alagoas            |
| Moacir Cavalcante Peixoto          | PDC     | 1.487   | 1,34%      | Minador do Negrão    | Alagoas            |
| João Batista de Morais             | UDN     | 1.464   | 1,31%      | Boca da Mata         | Alagoas            |
| Walter Dória de Figueiredo         | PST     | 1.455   | 1,31%      | Rio Largo            | Alagoas            |
| Cícero de Siqueira Torres          | PSP     | 1.442   | 1,30%      | Maragogi             | Alagoas            |
| João Malta Tavares                 | PSP     | 1.442   | 1,30%      | Junqueiro            | Alagoas            |
| Antenor Correia Serpa              | UDN     | 1.441   | 1,29%      | Delmiro Gouveia      | Alagoas            |
| Tarcísio de Jesus                  | PL      | 1.378   | 1,24%      | Maceió               | Alagoas            |
| Henrique Equelman                  | PTB     | 1.305   | 1,17%      | João Pessoa          | Paraíba            |
| Bonifácio José Bezerra             | PST     | 1.143   | 1,03%      | Penedo               | Alagoas            |
| Eraldo Malta Brandão               | PST     | 973     | 0,87%      | Mata Grande          | Alagoas            |